# Parapales micronychia
Parapales micronychia là một loài ruồi trong họ Tachinidae.